# Edson Nobre
Edson de Jesus Nobre (Benguela, 1980. március 2. –) angolai válogatott labdarúgó.

## Pályafutása

### Klubcsapatban
Benguelában született. Pályafutása nagy részét Portugáliában töltötte. Játszott többek között a Mealhada (1999–01), az Anadia (2001–03), az Oliveira Bairro (2003–05), a Paços de Ferreira (2005–09), az FC Arouca (2011) és az Aliados Lordelo (2011–12) együttesében. 2009-ben rövid ideig a ciprusi Etnikósz Ahna játékosa volt.

### A válogatottban
2005 és 2009 között 16 mérkőzésen szerepelt az angolai válogatottban. Részt vett a 2006-os és a 2008-as afrikai nemzetek kupáján, valamint a 2006-os világbajnokságon.